# التوصيل داخل الخلايا
التوصيل داخل الخلايا هو عملية إدخال المواد الخارجية إلى داخل الخلايا الحية. تشمل هذه المواد الأحماض النووية الدنا والرنا، والبروتينات، والببتيدات، والجزيئات الصغيرة غير النفوذة، والمواد النانوية الاصطناعية، والعضيّات، وأجهزة التتبع الميكرونية. تستخدم هذه الجزيئات لتحري عمل الخلية، أو هندسة عملياتها، أو تصحيح الخلل الوظيفي.
تشمل التطبيقات الطبية للتوصيل الخلوي الإخصاب في المختبر (IVF)، ولقاحات الرنا مرسال، والعلاج الجيني وإعداد المستقبلات الخيمرية للخلايا التائية CAR-T. تشمل التطبيقات الصناعية إنتاج البروتين، والاصطناع الحيوي، والهندسة الوراثية للنباتات والحيوانات. يعتبر التوصيل داخل الخلايا من التقنيات الأساسية المعتمدة في دراسة علم الأحياء وعلم الوراثة. يُجرى التوصيل داخل الخلايا باتباع أساليب مختلفة، ويتضمن ذلك التقنيات البيولوجية والكيميائية والفيزيائية التي تعمل إما من خلال تعطيل الغشاء الخلوي أو تغليف المواد ضمن النواقل.
يعتبر التوصل الخلوي نقطة التقاطع بين بيولوجيا الخلية والتكنولوجيا، ويرتبط مع العديد من المجالات العلمية والطبية بما في ذلك علم الوراثة، والتكنولوجيا الحيوية، والهندسة الحيوية، وتوصيل الأدوية.

## التطبيقات
تعالج الخلايا المعلومات وتنقلها عبر الجزئيات بآلية مشابهة لانتقال الإشارات الكهربائية في أجهزة الكمبيوتر. يمكن تحقيق نتائج أو تطبيقات مختلفة اعتمادًا على الجزيئات والمواد التي تدخل إلى الخلية. تصنف المواد المدخلة والمستخدمة لفحص الخلايا وهندستها إلى أنواع مختلفة.

### أنواع المواد المدخلة

#### الأحماض النووية
التعداء هو عملية إدخال الأحماض النووية الدنا والرنا ونظائرها إلى داخل الخلايا. تشمل الأحماض النووية التي تنقل بشكل شائع إلى داخل الخلايا دنا البلازميد، والرنا مرسال، والرنا المتداخل الصغير، وقليل النكليوتيد. تشمل تطبيقات التعداء ثلاثة مجالات رئيسية: البحوث البيولوجية الأساسية، والاصطناع الحيوي، والعلاجات الجينية والعلاج بالخلايا.
يستخدم أسلوب التعداء بشكل شائع في مختلف المجالات البحثية كبيولوجيا الخلية، وعلم الوراثة، وعلم المناعة، واكتشاف الأدوية. يستخدم التعداء في الاصطناع الحيوي لإنتاج البروتينات، والأضداد والنواقل الفيروسية، والجسيمات الشبيهة بالفيروس المستخدمة في اللقاحات. يستخدم التعداء أيضًا في مجال العلاج بالخلايا، وتشمل تطبيقاته العلاج الجيني خارج الجسم الحي، وهندسة الخلايا الجذعية المكونة للدم، وإنتاج الخلايا الجذعية المحفزة متعددة القدرات، وإعداد الخلايا خارج الجسم الحي لاستخدامها في العلاج المناعي. كان تعداء الحمض النووي أكثر نماذج التوصيل داخل الخلايا استخدامًا على مدى السنوات الخمسين الماضية.
أدخل الحمض النووي للبلازميد إلى داخل الخلايا الحيوانية لتحفيز التعبير الجيني في أواخر السبعينيات، واعتمدت طرق الإدخال على الحقن المجهري والطرق المعتمدة على فوسفات الكالسيوم، يستخدم توصيل البلازميد داخل الخلايا في العديد من الدراسات للتحقق من وظيفة الجينات والبروتينات. بلازميد الدنا هي جزيئات دنا كبيرة وثقيلة، يتكون البلازميد من 5-10 ألاف زوج قاعدي ويصل طولها في الحالة الحرة وغير المكثفة لأكثر من 100 نانومتر. تتميز تقنيات إعداد البلازميد وتحريره بجودتها وتكلفتها المنخفضة، ولذلك يشيع استخدامها في الأبحاث البيولوجية. أدى الحقن المجهري للرنا مرسال إلى إنتاج البروتين في سبعينيات القرن الماضي. يفضل تعداء الرنا المرسال على البلازميد في بعض الحالات للأسباب التالية:
1. تقليل خطر التكامل الجيني.
2. لا يتطلب إيصال إلى داخل النواة، ويعتبر الإيصال إلى العصارة الخلوية كافيًا.
3. يكون إنتاج البروتين سريعًا، ويعتمد على الجرعة.
4. أقل سمية وأقل تحريض للاستجابة المناعة بالمقارنة مع نواقل الدنا المعدلة كيميائيًا.

يفضل استخدام الرنا مرسال على الدنا في معظم التطبيقات العلاجية على الرغم أنه أكثر تكلفة وأقل استقرارًا.
قليل النوكليوتيدات هي سلاسل قصيرة مفردة أو مزدوجة السلسلة من الدنا أو الرنا، يقل طولها عن 30 نيوكليوتيد. الرنا المتداخل الصغير هو سلسلة مزدوجة قصيرة من الرنا تحتوي على 21-22 زوج قاعدي، تدخل إلى الخلايا لإسكات التعبير الجيني. استخدم الرنا المتداخل الصغير منذ اكتشافه عام 1998 في آلاف الدراسات البيولوجية من أجل تشويش وظيفة الجينات. تشمل أنواع قليل النكليوتيد المهمة للتوصيل داخل الخلايا: قليل النكليوتيد العكسي، والرنا الميكروي، والأبتمر. يستخدم قليل النوكليوتيد لتغيير سلوك الخلية بالاعتماد على آليات مختلفة.
تعد الجسيمات النانوية الدهنية والتثقيب الكهربائي من الاستراتيجيات المنتشرة حاليًا في مجال تعداء الحمض النووي. لا يخلو تعداء الحمض النووي من الصعوبات وخاصةً أثناء التعامل مع الخلايا الأولية، والخلايا الجذعية، والخلايا المستمدة من المريض، والخلايا العصبية. لا توجد دراسات كافية حول الآثار طويلة المدى لتطبيق التعداء على خلايا جسم الإنسان.

#### البروتينات والببتيدات
يعتبر توصيل البروتينات إلى الخلايا الحية وسيلة فعالة لمعالجة وتحليل وظيفة الخلية، تشمل أشيع البروتينات المنقولة نوكلياز تحرير الجينوم، والأضداد المثبطة، وعوامل النسخ المحفزة. أدخلت البروتينات النقية إلى الخلايا في أوائل الستينيات. تشمل الأمثلة حقن الأميبا الدقيقة بالفيريتين، وحقن الألبومين البقري داخل بيوض الفئران. تملك البروتينات أحجامًا وأشكالًا مختلفة، ولا يمكن إيصالها بسهولة إلى الخلايا. توجد مجموعة متنوعة من الطرق لتوصيل البروتينات إلى الخلايا، وتشمل الحقن المجهري، والانحلال التناضحي للجسيم الاحتسائي، وصدمة نقص التوتر، والتثقيب الكهربائي، والسموم المشكلة للمسام، والببتيدات التي تخترق الخلايا، والناقلات النانوية، وضغط الخلية، والوخز بالإبر النانوية، والاضطرابات الصوتية، وفقاعات البخار النانوية.

## تصنيف الطرق
يمكن تصنيف الطرق الحالية للتوصل داخل الخلايا في فئتين رئيسيتين:
- تعطيل الغشاء الخلوي.
- استخدام النواقل.

### تعطيل الغشاء الخلوي
تتضمن هذه التقنية إحداث ثقوب مؤقتة في غشاء الخلية وتوصيل الجزيئات المنقولة بالطرق التالية: 
1. تدفق المواد بالانتشار من المحلول خارج الخلية إلى داخلها.
2. الاختراق المباشر بواسطة حامل أو ناقل، يثقب الناقل الغشاء الخلوي ويوصل المواد المنقولة إلى مكانها.

يمكن تعطيل الغشاء البلازمي للخلية بوسائل ميكانيكية أو كهربائية أو كيميائية أو ضوئية أو حرارية. تشمل طرق التوصيل داخل الخلايا التي تعتمد على النفاذية ما يلي:
- التثقيب الكهربي.
- المعالجة الحرارية.
- الإدخال الضوئي (عادةً باستخدام الليزر).
- إحداث الكهوف باستخدام الأمواج فوق الصوتية أو تفاعلات الليزر.
- العوامل الفعالة على السطح.
- السموم المشكلة للمسام.
- القوى التناضحية والهيدروستاتيكية.
- الطرق الميكانيكية المباشرة مثل ضغط السوائل الدقيقة للخلية.

تشمل طرق التوصيل داخل الخلايا التي تستخدم الاختراق المباشر ما يلي:
- الحقن المكروي الكلاسيكي.
- أشكال الحقن المكروي الحديثة (مثل الماصة النانوية والأتمتة وغيرها)
- الجسيمات البالستية / المدفع الجيني.
- الإبر النانوية وأنواعها.

يمكن توصيل جميع المواد المنحلة بالاعتماد على تعطيل الغشاء الخلوي، ولهذا تعتبر أكثر شيوعًا من التوصيل بواسطة النواقل. يمثل تشكيل الثقوب في الغشاء الخلوي التحدي الرئيسي لهذه الطريقة، يجب إعداد الثقوب بالشكل والوقت المناسبين لتلائم المواد المدخلة إلى الخلايا. يجب تجنب تلف الغشاء لأنه يمكن أن يقتل الخلايا أو يضعف وظيفتها.

### النواقل
تعتمد تقنيات التوصيل بوساطة الناقل على تجميع المواد في أو على حامل بمقياس نانوي، يدخل الحامل إلى الخلية ويسلم المواد المنقولة. يسمح للنواقل الدخول إلى داخل الخلية من خلال إحدى الآليات التالية:
1. الالتقام الخلوي (غالبية النواقل).
2. الاندماج مع غشاء البلازما للخلية.

توجد تقارير نادرة عن دخول بعض النواقل إلى داخل الخلايا بآليات غير معروفة.
تشمل طرق التوصيل المعتمدة على النواقل مجموعات كيميائية حيوية مختلفة، يملك معظمها أبعادًا جزيئية أو نانوية. تكمن وظيفة النواقل بما يلي:
1. تعبئة المواد المنقولة وحمايتها من الضياع.
2. الوصول إلى الهدف داخل الخلايا المقصودة.
3. تحرير الحمولة في الوقت والمكان المناسبين.

يمكن أن تكون الناقلات مستوحاة من الطبيعة، مثل الفيروسات المعاد تكوينها، والجسيمات المشابهة للفيروسات، والحويصلات، وأشباه الخلايا، والروابط الوظيفية والببتيدات. قد تعتمد النواقل على تقنيات الكيمياء وعلوم المواد وتكنولوجيا النانو.